# Diedersdorf (Großbeeren)
Diedersdorf è una frazione (Ortsteil) del comune tedesco di Großbeeren, nel Brandeburgo.

## Storia
Diedersdorf fu nominata per la prima volta nel 1375.
Il 31 dicembre 2001 il comune di Diedersdorf venne aggregato al comune di Großbeeren.

### Stemma
Lo stemma di Diedersdorf è definito come segue:
"Schräg linksgeteilt von Blau und Gold; belegt oben von einem nach links gewendeten, silbernen Halbmond durchbohrt von einem schräglinken silbernen Pfeil, unten von einer schräg-linken grünen Ähre."

## Monumenti e luoghi d’interesse
Chiesa (Dorfkirche)Edificio in pietra risalente ai secoli XIII e XIV, modificato nel XVII secolo con l'erezione di una torre sul lato occidentale.
Castello (Gutshaus o Schloss)Costruzione in stile barocco risalente al XVIII secolo e modificato nel XIX secolo.